# メダテス
メダテス（あるいはマデテス、Medates/Madetes、紀元前4世紀、生没年不明）は最後のペルシア王ダレイオス3世の甥である。
メダテスはウクシアネの太守であり、紀元前331年にマケドニア王アレクサンドロス3世率いるマケドニア軍が進撃してくると、ペルシスとスシアナの間の隘路に拠ってその進軍を食い止めようとした。しかし、現地の者がアレクサンドロスに抜け道を教えたため、正面のアレクサンドロスの本隊と抜け道を迂回してきたタウロン率いる分遣隊の攻撃を受け、敗れた。その後、ダレイオスの母で、メダテスが彼女の姪と結婚していたシシュガンビスのとりなしでアレクサンドロスはマデテスを許した。それ以後、マデテスは歴史の表舞台から姿を消しており、彼の消息は分からない。

## 註
1. ↑  クルティウス, V. 3. 4-15
2. ↑  ディオドロス, XVII. 67